# Molophilus (Molophilus) arcuarius
Molophilus (Molophilus) arcuarius is een tweevleugelige uit de familie steltmuggen (Limoniidae). De soort komt voor in het Australaziatisch gebied.